# Lijst van missen van Mozart
Deze lijst bevat alle missen en het requiem van Mozart met de indeling volgens Köchel.

## Lijst van missen en het requiem
| KV                     | naam                                          | toonaard | bezetting | plaats en datum van compositie                 | opmerkingen |
| ---------------------- | --------------------------------------------- | -------- | --- | ---------------------------------------------- | --- |
| 33                     | Kyrie                                         | F        | SATB, strijkers                                                                                              | Parijs, 12 juni 1766 (autograaf)               | |
| 139 (47a)              | Missa solemnis (Waisenhausmesse)              | c        | S,A,T,B - SATB, 2 hobo's, 4 trompetten, 3 trombones, pauken, strijkers, orgel                                | Wenen, herfst 1768                             | Uitgevoerd bij de ingebruikneming van de Weeshuiskerk te Wenen |
| 49 (47d)               | Missa brevis                                  | G        | S,A,T,B - SATB, (3 trombones), strijkers, orgel                                                              | Wenen, 1768 (autograaf)                        | Bewaard is de schets voor het Gloria (18 maten) en alternatieve versie van het Credo (15 maten; KV Anh. 20a/626b/25). |
| 65 (61a)               | Missa brevis                                  | d        | S,A,T,B - SATB, strijkers, orgel                                                                             | Salzburg, 14 januari 1769 (autograaf)          | Uitgevoerd in de Kollegienkirche te Salzburg op 5 februari 1769. Bewaard zijn gebleven de schets voor Kyrie (4 maten) en 3 afgekeurde versies voor het Benedictus in autograaf (respectievelijk 9, 8 en 13 maten). |
| 66                     | Missa (Domenicusmesse)                        | C        | S,A,T,B - SATB, 2 hobo's, 2 hoorns, 2 trompetten (plus 2), (3 trombones), pauken, strijkers, orgel           | Salzburg, oktober 1769 (autograaf)             | Gecomponeerd ter gelegenheid van de eerste mis van Cajetan Hagenauer (pater Dominicus) en voor het eerst uitgevoerd in de St. Peter te Salzburg op 15 oktober 1769. Bewaard in autograaf zijn de schets voor het Gloria (34 maten) en het begin en eind van een afgekeurde oorspronkelijke versie van het Credo (respectievelijk 8 en 6 maten). |
| 140 (235d, Anh. C 1.12 | Missa brevis                                  | G        | S,A,T,B - SATB, 2 violen en bas                                                                              | Salzburg?, 1773                                | Aanvankelijk als niet authentiek beschouwd |
| 167                    | Missa in honorem Sanctissimae Trinitatis      | C        | SATB, 2 hobo's, 4 trompetten (3 trombones), pauken, 2 violen, bas, orgel                                     | Salzburg, juni 1773 (autograaf)                | |
| 192 (186f)             | Missa brevis                                  | F        | S,A,T,B - SATB, 2 trompetten (later door Mozart toegevoegd), (3 trombones), 2 violen, bas, orgel             | Salzburg, 24 juni 1774 (autograaf)             | |
| 194 (186h)             | Missa brevis                                  | D        | S,A,T,B - SATB, (3 trombones), 2 violen, bas, orgel                                                          | Salzburg, 8 augustus 1774 (autograaf)          | |
| 220 (196b)             | Missa brevis (Spatzenmesse)                   | G        | S,A,T,B - SATB, 2 trompetten, (3 trombones), pauken, 2 violen, bas, orgel                                    | ?, 1775-1776                                   | |
| 262 (246a)             | Missa longa                                   | C        | S,A,T,B - SATB, 2 hobo's, 2 hoorns, 2 trompetten, (3 trombones, pauken), 2 violen, bas, orgel                | Salzburg, juni of juli 1775                    | |
| 257                    | Missa (Credomesse)                            | C        | S,A,T,B - SATB, 2 hobo's, 2 trompetten, (3 trombones), pauken, 2 violen, bas, orgel                          | Salzburg, november 1776 (autograaf)            | Bewaard is een schets voor mogelijk een Gloria (30 maten) en diverse schetsen voor het Credo. |
| 258                    | Missa brevis (Spaurmesse of Piccolominimesse) | C        | S,A,T,B - SATB, 2 hobo's, 2 trompetten, pauken, 2 violen, bas, orgel                                         | Salzburg, december 1775 (autograaf)            | |
| 259                    | Missa brevis (Orgelmesse)                     | C        | S,A,T,B - SATB, 2 hobo's, 2 trompetten, pauken, 2 violen, bas, orgel                                         | Salzburg, december 1775 of 1776 (autograaf)    | In autograaf is een geschrapte schets van het Sanctus bewaard. |
| 275 (272b)             | Missa brevis                                  | Bes      | S,A,T,B - SATB, 2 violen, bas, orgel                                                                         | Salzburg, eind 1777                            | Uitgevoerd in de St. Peter te Salzburg op 21 december 1777 |
| 317                    | Missa (Krönungsmesse)                         | C        | S,A,T,B - SATB, 2 hobo's, 2 hoorns, 2 trompetten, 3 trombones, pauken, 2 violen, bas, orgel                  | Salzburg, 23 maart 1779 (autograaf)            | |
| 337                    | Missa solemnis                                | C        | S,A,T,B - SATB, 2 hobo's, 2 fagotten, 2 trompetten, 3 trombones, pauken, 2 violen, bas, orgel                | Salzburg, maart 1780 (autograaf)               | Fragmentarische schets van het Credo (tempo di ciaccona, 136 maten) in autograaf bewaard |
| 341 (368a)             | Kyrie                                         | d        | SATB, 2 fluiten, 2 hobo's, 2 klarinetten, 2 fagotten, 4 hoorns, 2 trompetten, pauken, strijkers, orgel       | München, november 1780-maart 1781              | |
| 427                    | Missa (Grosse Messe)                          | c        | 2S,T,B, SSAATTBB, fluit, 2 hobo's, 2 fagotten, 2 hoorns, 2 trompetten, 3 trombones, pauken, strijkers, orgel | Wenen, ca. eind 1782-Salzburg ca. oktober 1783 | Het Kyrie en Gloria zijn compleet, het Credo is onvolledig (het Credo in unum Deum en Et incarnatus est zijn - in klad - uitgeschreven. Secundair bronnenmateriaal maakt reconstructie van het Sanctus mogelijk (alleen de blazers- en paukenpartituur zijn in Mozarts handschrift bewaard gebleven). Het Agnus Dei is niet getoonzet. Een fragmentarische schets van het Gratias is in autograaf bewaard gebleven; ook zijn er twee schetsen voor een Dona nobis pacem bewaard gebleven. De mis werd op 26 oktober 1783 uitgevoerd in de St. Peter in Salzburg. |
| 626                    | Requiem                                       | d        | S,A,T,B - SATB, 2 bassethoorns, 2 fagotten, 2 trompetten, 3 trombones, pauken, strijkers, orgel              | Wenen, eind 1791                               | In autograaf is bewaard: uit het Introitus het Requiem aeternam (volledig), het Kyrie (volledig, hoofdzakelijk in klad), uit het Sequentia het Dies irae (hoofdzakelijk in klad), het Tuba mirum (hoofdzakelijk in klad), het Rex tremendae (hoofdzakelijk in klad), het Recordare (hoofdzakelijk in klad), het Confutatis (hoofdzakelijk in klad) en het Lacrimosa (hoofdzakelijk in klad), uit het Offertorium zowel het Domine Jesu en het Hostias (hoofdzakelijk in klad). Van het Sanctus, Benedictus en het Agnus Dei is geen autografisch materiaal bewaard gebleven. Ook zijn schetsen voor delen van het Rex tremendae en een fugatisch Amen (mogelijk voor het slot van de Sequentia) bewaard gebleven. Het werk is door F.X. Süssmayer afgemaakt. |